# Павлос Кунтуріотіс
Павлос Кунтуріотіс (грец. Παύλος Κουντουριώτης, 9 квітня 1855, Ідра — 22 серпня 1935, Палео-Фаліро) — грецький адмірал, командувач флотом доби Першої Балканської війни, 1 і 3-й президент Другої Грецької Республіки.

## Біографія
Павлос Кунтуріотіс народився на острові Ідра і походив з шляхетного роду. Його дід Георгіос Кундуріотіс призначався прем'єр-міністром Греції. Продовжуючи морські традиції родини, Павлос 1875 року почав службу у військово-морських силах Греції.
1886 року брав участь як помічник капітана в операціях біля Превеза, а під час греко-турецької війни 1897 року, вже у званні капітана, брав участь у військових операціях біля острова Крит. Командуючи паровим барком «Алфіос» (грец. «Αλφειός»), в лютому 1897 року висадив експедиційний корпус полковника Тімолеона Васоса в Колімпарі, що у Ханьї, а в квітні того самого року у Лептокарії біля підніжжя гори Олімп, на стику областей Фессалія і Македонія.
Будучи капітаном навчального судна «Міауліс» (грец. «Μιαούλης», названий на честь героя Грецької революції Андреаса Міауліса), Павлос Кунтуріотіс здійснив перший заокеанський похід корабля грецького королівського флоту, зайшовши в міста Бостон і Філадельфія 1908 року Павлос Кунтуріотіс став ад'ютантом короля Георга І. 1911 року через проблеми з дисципліною на крейсері «Георгіос Авероф» (названий на честь грецького філантропа Георгіоса Аверофа) йому доручено командування цим судном.
На початку Балканських воєн Павлос Кунтуріотіс підвищений у званні і став контр-адміралом, 16 квітня 1912 року він призначений начальником генштабу військово-морського флоту Греції. На цій посаді він залишався до 16 вересня 1912 року Тоді Кунтуріотіс прийняв командування Егейським флотом. Командуючи флотом і крейсером «Георгіос Авероф», він звільнив від турків один за іншим острови: Лемнос, Тасос, Імброс, Тенедос, Псара, Айос-Ефстратіос, Самотракі. До 21 грудня йому вдалося звільнити майже всі острови Егейського моря, включаючи острів Хіос.
Командуючи флотом і крейсером «Георгіос Авероф», Кунтуріотіс здобув дві вирішальні перемоги над турецьким флотом — у морській битві при Еллі і в битві при Лемносі. В результаті цих перемог, турецький флот виявився замкненим у Дарданеллах і не міг вийти в Егейське море. Перервавши морські комунікації противника, грецький флот вніс неоціненний внесок у перемогу союзних держав.

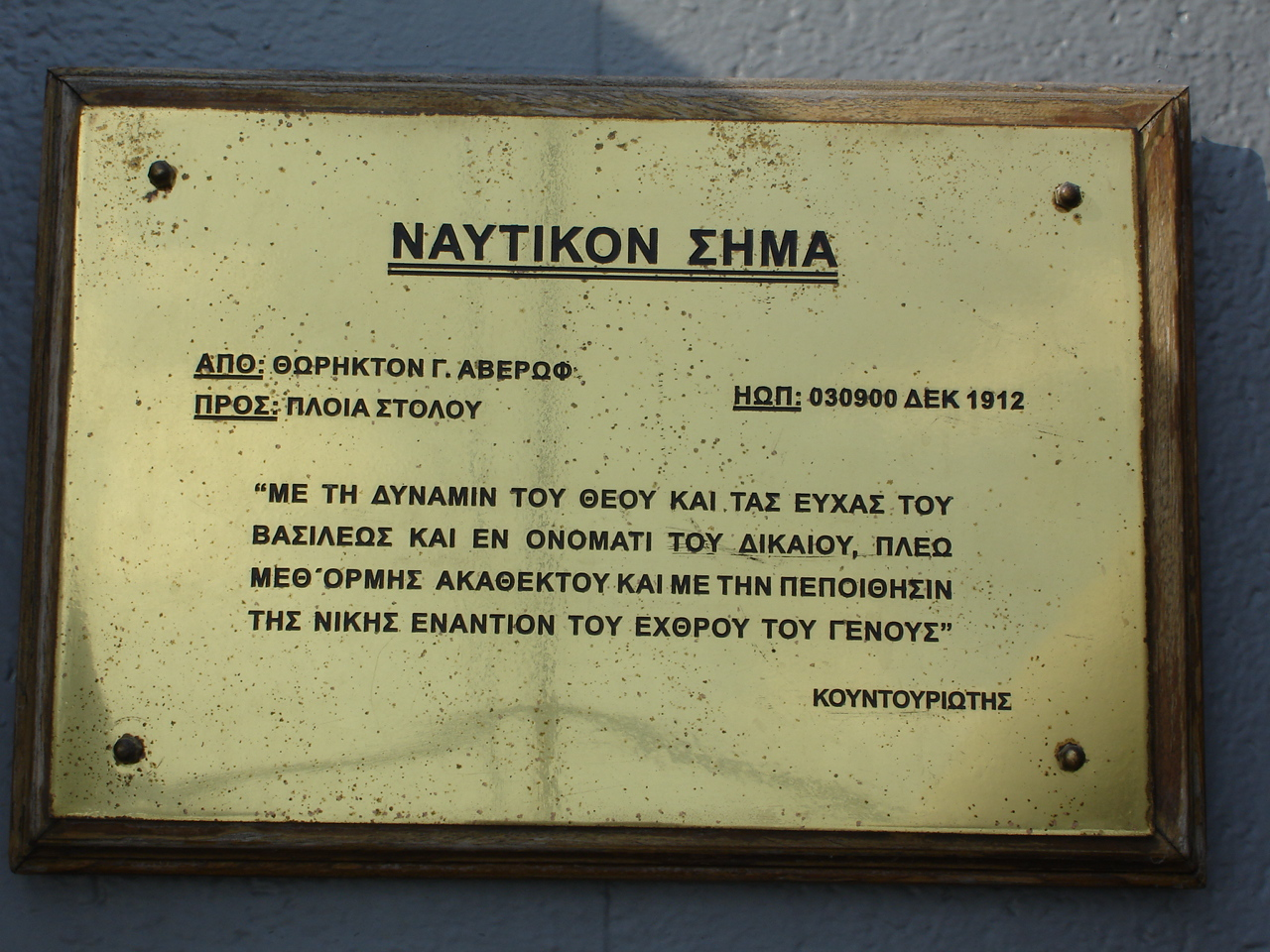
Сигнал, надісланий адміралом Кунтуріотісом з крейсера «Георгіос Авероф» у битві при Еллі

Після закінчення Балканських воєн Павлос Кунтуріотіс отримав звання віце-адмірала за винятковий внесок у воєнний час. Кунтуріотіс став другим офіцером в історії королівського флоту Греції, що отримав це званням, після Константіноса Канаріса. В подальшому Кунтуріотіс став міністром в урядах Александроса Заїміса, а потім Стефаноса Скулудіса.
Будучи противником політики нейтралітету Греції на початку Першої світової війни, Павлос Кунтуріотіс став членом проантантівського тріумвірату (Панайотіс Дангліс-Елефтеріос Венізелос-Павлос Кунтуріотіс). 1917 року він ще раз став морським міністром і в тому ж році пішов у відставку у званні адмірала.
Після смерті короля Александра I в листопаді 1920 року Павлос Кунтуріотіс прийняв обов'язки регента. У грудні 1923 року знову став регентом після перемоги республіканців і виїзду короля Георга II до Лондона. 25 березня 1924 року Павлос Кунтуріотіс призначений тимчасовим першим президентом Другої Грецької Республіки. На цій посаді він залишався до 1926 року, коли подав у відставку на знак протесту проти диктатури, встановленої генералом Теодоросом Пангалосом. 4 червня 1929 року обраний на пост президента Грецьким парламентом, але подав у відставку в грудні за станом здоров'я.
Павлос Кунтуріотіс помер 22 серпня 1935 року у передмісті Афін Палео-Фаліро. За передсмертним заповітом, його поховали на рідному острові Ідра. Його син Теодорос Кунтуріотіс також став капітаном військово-морського флоту Греції в 1944 року і також командував крейсером «Георгіос Авероф», перевіз на ньому еміграційний грецький уряд з Єгипту в Афіни.

## Вшанування пам'яті
На честь Павлоса Кунтуріотіса названо один із центральним столичних районів Кунтуріотіка, який простягається від проспекту Королеви Софії, повз район Ґізі, до пагорба Лікавіт. Також ім'я Павлоса Кунтуріотіса присвоєно 4 кораблям військово-морського флоту Греції:
- легкий крейсер класу HMS Chatham, замовлений на англійських корабельнях 1914 року. На початку Першої світової війни конфіскований англійцями, увійшов до складу військово-морського флоту Великої Британії під ім'ям «Біркенгед».

- есмінець класу DARDO (H 07), один з чотирьох есмінців, замовлених Грецією в Італії 1933 року. Під час греко-італійської війни 1940—1941 років взяв участь у другому (15-16 грудня 1940 року) і третьому (4-5 січня 1941 року) рейді грецького флоту в протоці Отранто. Коли на допомогу Італії, що зазнавала поразки від грецької армії, прийшла нацистська Німеччина есмінець пішов на Близький Схід. З червня 1941 року по квітень 1942 року проведена його модернізація в місті Бомбей. Після модернізації супроводжував конвої. Був виведений зі складу військово-морського флоту Греції 1946 року.

- ескадрений міноносець типу «Гірінг» (D-213). Кіль закладено 2 травня 1945 року на корабельні Bethlehem Steel, США. Спущений на воду 21 вересня 1945 року. Увійшов до складу військово-морського флоту США 8 березня 1946 під ім'ям USS Rupertus DD 851. У складі військово-морського флоту Греції з 1973 по 1995 рік.

- сучасний фрегат класу Standard, F 462 (колишній голландський KORTENAER). Побудований на корабельні Koninklijka Maatschappij de Schelde у Нідерландах. У складі грецького військово-морського флоту з 26 жовтня 1978 року. Поклав початок великої серії кораблів цього класу, придбаних військово-морським флотом Греції. Пройшов модернізацію на грецьких корабельнях у 2004—2006 роках.